# 日本法医学会
特定非営利活動法人日本法医学会（にほんほういがっかい、英語: Japanese Society Of Legal Medicine）は、日本の学術研究団体の一つ。

## 概要
1919年4月2日設立。学術研究団体としての種別は単独学会である。
基礎医学を学術研究領域としている。衛生学・衛生警察学・裁判医学・精神病学および裁判的精神病学・毒物学・裁判化学・医事法理など一切の司法医学の研究を目的とし発足した。
国内においては日本医学会に加入している。"

## 沿革
- 1888年 - 国家医学会設立。
- 1914年 - 日本法医学会に改称。
- 2008年 - 特定非営利活動法人日本法医学会へ移行。

## 刊行物

### Legal Medicine
- 誌名（和文）：Legal Medicine
- 誌名（欧文）：Legal Medicine
- 創刊年：1999
- 資料種別：ジャーナル（査読付き論文を含む）
- 使用言語：英語のみ
- 発行形態：印刷体、eジャーナル
- 著作権帰属先：出版社
- クリエイティブコモンズ：定めていない
- 購読：有料

### 日本法医学雑誌
- 誌名（和文）：日本法医学雑誌
- 誌名（欧文）：The Japanese journal of legal medicine
- 創刊年：1947
- 資料種別：会議録・要旨集
- 使用言語：日本語のみ
- 発行形態：印刷体
- 著作権帰属先：学会
- クリエイティブコモンズ：定めていない
- 購読：有料